# チャールズ・ブロックデン・ブラウン
チャールズ・ブロックデン・ブラウン（Charles Brockden Brown, 1771年1月17日 - 1810年2月22日）は、アメリカ合衆国の小説家、歴史家および雑誌編集者。アメリカ合衆国が独立間もない時期に活動し、研究者達の間ではジェイムズ・フェニモア・クーパー以前で最も野心的かつ熟練したアメリカの小説家であると認識されている。ブラウンは決してアメリカ合衆国最初の小説家というわけではないものの、彼はさまざまなジャンルの文学作品の作家として、1790年代から1800年代のアメリカの文学や社会において重要な人物となった。

## 生涯・作風
チャールズ・ブロックデン・ブラウンはフィラデルフィアのクエーカー教徒の家に、7人兄弟の四男として生まれる。家族は彼が法律家になることを望み、彼は大学で法律を学ぶが、1793年に短期の徒弟を経験したのみで法律を諦め、作家として生計を立てようと考えるようになった。
彼はニューヨークを拠点とする若い知識人のグループに参加（詩人のティモシー・ドワイトらと共同生活を開始）、このグループでの経験が彼が作家として活動を始める助けとなった。
ブラウンはイギリスの女権論者ウィリアム・ゴドウィンやメアリ・ウルストンクラフトの影響を受け、女性の権利を論じたパンフレット『アルクィン』”Alquin”（1798）を発表した後、2年間で4冊もの長篇小説を執筆した。その人間の心の闇を追究する作風によりエドガー・アラン・ポーやナサニエル・ホーソーンら多くの後続の作家達に影響を及ぼし、ブラウンは後に「アメリカン・ゴシックの父」と呼ばれるようになった。
1801年に結婚して生活の拠点をフィラデルフィアに移すと、ブラウンは小説の執筆をやめ、1803年からは大衆誌『文藝とアメリカの記録』の編集者を務めた。生来病弱であったブラウンは、1810年2月に結核のため39歳で死去した。

## 評価
- 作品の緻密な形式を重視するニュー・クリティシズムが支配的であった20世紀前半には、ブラウンは等閑視される傾向にあったが、1980年代に文化研究が盛んになり、初期アメリカ小説のジャンル混交的な性質が詳らかにされると、再評価が進んだ。

## 主な作品

### 小説
- ウィーランド Wieland; or, the Transformation（1798年）
- オーモンド Ormond; or, the Secret Witness（1799年）
- アーサー・マーヴィン Arthur Mervyn; or, Memoirs of the Year 1793（第1部1799年、第2部1800年）
- エドガー・ハントリー Edgar Huntly; or, Memoirs of a Sleep-Walker（1799年）
- スティーヴン・カルヴァートの思い出 Memoirs of Stephen Calvert（1799年 - 1800年連載）
- クララ・ハワード Clara Howard; In a Series of Letters（1801年）
- ジェーン・タルボット Jane Talbot; A Novel（1801年）

## 参考書籍
- Clark, David Lee.  Charles Brockden Brown:  Pioneer Voice of America.  Durham NC:  Duke University Press, 1952.
- Kafer, Peter.  Charles Brockden Brown's Revolution and the Birth of American Gothic.  Philadelphia:  University of Pennsylvania Press, 2004.
- Payne, Leonidas Warren Jr.  History of American Literature.  New York, NY:  Rand McNally & Company, 1919.
- Warfel, Harry R.  Charles Brockden Brown:  American Gothic Novelist.  Gainesville FL:  University of Florida Press, 1949.
- Philip Barnard, Mark L. Kamrath, and Stephen Shapiro, eds. Revising Charles Brockden Brown: Culture, Politics, and Sexuality in the Early Republic. Knoxville: University of Tennessee Press, 2004.

- 『たのしく読める英米青春小説』（ミネルヴァ書房、高田賢一／中村邦生編著、ISBN 4-623-03122-5） - 『アーサー・マーヴィン』を紹介。
- 『たのしく読める英米幻想文学』（ミネルヴァ書房、大神田丈二／笹田直人編著、ISBN 4-623-02723-6） - 『エドガー・ハントリー』を紹介。
- 貞廣真紀「チャールズ・ブロックデン・ブラウン」『アメリカ文学入門』責任編集　諏訪部浩一、三修社、2013年。